# Cautarés
Cautarés (en francès Cauterets) és un municipi del departament francès dels Alts Pirineus, a la regió d'Occitània. Es tracta d'una important estació termal i d'esports d'hivern.

## Demografia
| 1962                                       | 1968  | 1975  | 1982  | 1990  | 1999  | 2007  |
| ------------------------------------------ | ----- | ----- | ----- | ----- | ----- | ----- |
| 1.034                                      | 1.130 | 1.065 | 1.105 | 1.201 | 1.305 | 1.157 |
| Des de 1962: població sense dobles comptes |       |       |       |       |       |       |

## Administració
| Període | Identitat    | Partit |
| ------- | ------------ | ------ |
| 2006-   | Michel Aubry |        |

## Esports

### Arribades de laVolta ciclista a Espanya
- 2003:  Michael Rasmussen

### Arribades delTour de França
- 1995:  Richard Virenque